# Lee Harvey Oswald
Lee Harvey Oswald (New Orleans, 18 ottobre 1939 – Dallas, 24 novembre 1963) è stato un militare e terrorista statunitense, responsabile dell'assassinio del presidente degli Stati Uniti John Fitzgerald Kennedy, come risulta dalle tre inchieste ufficiali dell'FBI (1963) e da quella della commissione Warren (1964). L'attentato venne ripreso in diretta TV dai cinegiornali dell'epoca. Fu arrestato poche ore dopo l'attentato, ed accusato anche dell'omicidio del poliziotto J.D. Tippit e dell'attentato al generale Edwin Walker.
Oswald venne ucciso appena due giorni dopo l'attentato nella centrale della polizia di Dallas da Jack Ruby, mentre stava per essere trasferito alla prigione della contea. L'omicidio fu ripreso da una telecamera che immortalò anche l'immediato arresto di Ruby. Nei due giorni che intercorsero tra la morte di Kennedy e la propria, si dichiarò innocente. Nel 1979 l'United States House Select Committee on Assassinations (Commissione scelta della Camera dei Deputati sui casi di assassinio) ha concluso che, sebbene Oswald fosse il probabile esecutore materiale, l'assassinio del presidente potrebbe essere stato frutto di un complotto, pur non riuscendo a identificare le persone o organizzazioni che ne sarebbero state coinvolte.

## Biografia

### Giovinezza
Lee Harvey Oswald nacque il 18 ottobre 1939 a New Orleans, in Louisiana, in una famiglia della medio-piccola borghesia statunitense. Il padre morì poco prima della sua nascita, e la madre Marguerite si trovò a dover crescere da sola tre figli: John Edward Pic (nato il 17 gennaio 1932 dal precedente matrimonio con Edward John Pic, Jr.), Robert (nato il 7 aprile 1934) e Lee Harvey.
Oswald trascorse l'infanzia passando da una famiglia all'altra, da vicini di casa a parenti, mentre i suoi due fratelli erano chiusi in orfanotrofio poiché la madre non aveva denaro sufficiente per mantenerli. L'infanzia di Oswald fu molto difficile e i problemi aumentarono quando la madre si risposò, trasferendosi a Dallas, in Texas. Il matrimonio naufragò poco tempo dopo e Marguerite si trasferì a New York; approfittò della partenza per il servizio militare dei due figli maggiori per dedicarsi al figlio più piccolo, che non aveva amici e soffriva in maniera particolare i continui traslochi.
Il carattere di Oswald mutò in maniera repentina. Da ragazzo triste e solitario, ma sostanzialmente innocuo, diventò aggressivo e violento, al punto tale che la direzione della scuola da lui frequentata chiese una perizia psichiatrica. La diagnosi fu che il piccolo Oswald era un giovane ammalato di disturbi che originavano comportamenti maneschi, in preda a frequenti deliri di onnipotenza, del tutto isolato rispetto al contesto sociale e gravemente sofferente per una perdurante carenza affettiva; si andarono definendo i suoi comportamenti tipicamente sociopatici, borderline e narcisisti, tendenze che verranno in lui identificate anche successivamente.
Il giudice competente ordinò che il ragazzo fosse sottoposto a cure adeguate, ma la madre si rifiutò di obbedire all'ordinanza e scappò a New Orleans col ragazzo. Il comportamento di Oswald peggiorò ulteriormente. Abbandonò la scuola a sedici anni e tentò di arruolarsi in Marina, ma la sua domanda al Corpo dei Marines fu respinta.

### Nei Marines

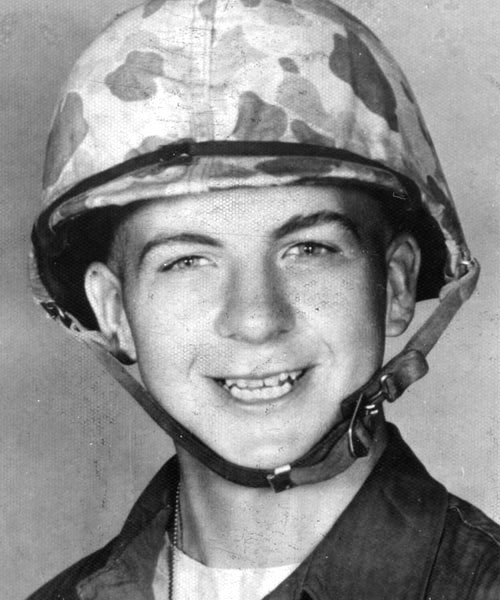
Oswald nei Marines degli Stati Uniti

La sua vita proseguì fra continui spostamenti (più di venti in meno di vent'anni), finché nel 1957 riuscì ad arruolarsi nei Marines, raggiungendo il fratello Robert. Nei Marines la sua situazione non migliorò e fu spesso isolato ed emarginato per il suo carattere schivo e le sue dichiarate simpatie comuniste. Va precisato che tuttora non risultano iscrizioni al partito o attività sociali riconducibili a tale condizione ideologica, desumibili dal curriculum vitae.
Oswald era appassionato di armi e si era procurato un fucile Marlin calibro 22 per addestrarsi prima dell'arruolamento. Secondo un'opinione comune, derivata da un'intervista con un commilitone, Oswald era uno scarso tiratore, mentre per sparare i colpi che uccisero Kennedy era necessario un tiratore molto esperto. In realtà nei Marines ottenne la qualifica di tiratore sceltissimo, poi degradato a tiratore scelto; riuscì a colpire 48 bersagli su 50 a una distanza doppia di quella che vi era tra il deposito di libri e la macchina presidenziale; inoltre il fucile Mannlicher-Carcano che utilizzò il giorno dell'assassinio di Kennedy è un'arma molto efficace e Lee Oswald si esercitava spesso a caricarlo e scaricarlo in pochissimi secondi.
Non perse mai la passione per le armi, tanto che poco prima di essere trasferito in una base aerea giapponese subì un provvedimento disciplinare per essersi accidentalmente sparato a un braccio con una pistola non registrata. In seguito a un altro episodio d'insubordinazione (si mise a sparare a casaccio, senza motivo, da una torre di guardia), Oswald fu punito con un nuovo trasferimento in Giappone e venne di fatto declassato e isolato.

### Nell'Unione Sovietica
Durante la prima metà del 1959 decise di dare una svolta alla propria vita: chiese e ottenne il permesso di abbandonare il corpo dei Marines, passò a salutare la madre a Fort Worth e si imbarcò per Helsinki, con lo scopo di entrare in Unione Sovietica. Arrivato a Mosca, chiese la cittadinanza sovietica, ma la sua richiesta venne respinta.
Affranto dal fallimento, tentò di togliersi la vita nell'hotel in cui era alloggiato, tagliandosi le vene, ma la guida turistica che lo accompagnava se ne accorse e lo soccorse, portandolo in ospedale, dove gli venne salvata la vita. L'episodio si rivelò un colpo di fortuna: Oswald finalmente fu accolto in URSS, gli venne concesso asilo politico, trovato un lavoro in fabbrica con la qualifica di operaio e offerto un alloggio a Minsk, nell'attuale Bielorussia, con un permesso di soggiorno.
Oswald conobbe e sposò nel giro di pochi mesi Marina Prusakova, una giovane collega di lavoro.

### Il ritorno in America
Oswald rientrò negli Stati Uniti, con la moglie Marina e la figlia June Lee, nata il 15 febbraio 1962. Un senatore statunitense gli anticipò i soldi per il viaggio, concedendo a Oswald la possibilità di un rimborso a rate, ma Oswald presto si rese conto che nessuno in patria era pronto a riaccoglierlo: a ventitré anni si sentiva un eroe dimenticato da tutti, un grande uomo che per qualche motivo nessuno voleva riconoscere.

#### Dallas-Fort Worth
Inizialmente andò a vivere dal fratello Robert; quindi la madre Marguerite comprò una piccola casa a Fort Worth e ospitò Lee e la sua famiglia. La convivenza entrò subito in crisi per i continui litigi di Lee con la madre e la famiglia Oswald si trasferì in una fatiscente dimora.
Nel 1962 Oswald doveva ancora compiere ventitré anni ed era alla ricerca di un lavoro. Trovò un impiego a Dallas come tipografo e usò il tempo libero per coltivare la sua vita parallela: si fabbricò una carta d'identità falsa col nome di Alex James Hidell (Alex da Alek, che era il suo nomignolo a Minsk, Hidell è la storpiatura di Fidel Castro, il suo idolo rivoluzionario) e si dedicò alla lettura di libri di spionaggio e intrighi internazionali. Era convinto che l'FBI, che lo aveva interrogato un paio di volte dopo il suo ritorno dall'URSS, lo controllasse, e usava il nome falso per procurarsi riviste militanti tramite una casella postale.
I pochi soldi della tipografia permisero a Oswald di affittare un piccolo appartamento alla periferia di Dallas, ma la situazione familiare non migliorava. I litigi e le violenze erano all'ordine del giorno e Marina si ritrovò sola nelle mani di un uomo frustrato e disturbato. Dopo mesi Oswald riuscì a estinguere il debito del viaggio e spese i primi soldi messi da parte per acquistare un'arma: una pistola Smith & Wesson, con la quale si distraeva al poligono di tiro, suo passatempo preferito. La moglie trovava nel frattempo un po' di tranquillità grazie a una nuova amica, Ruth Paine, una signora statunitense desiderosa di imparare il russo.

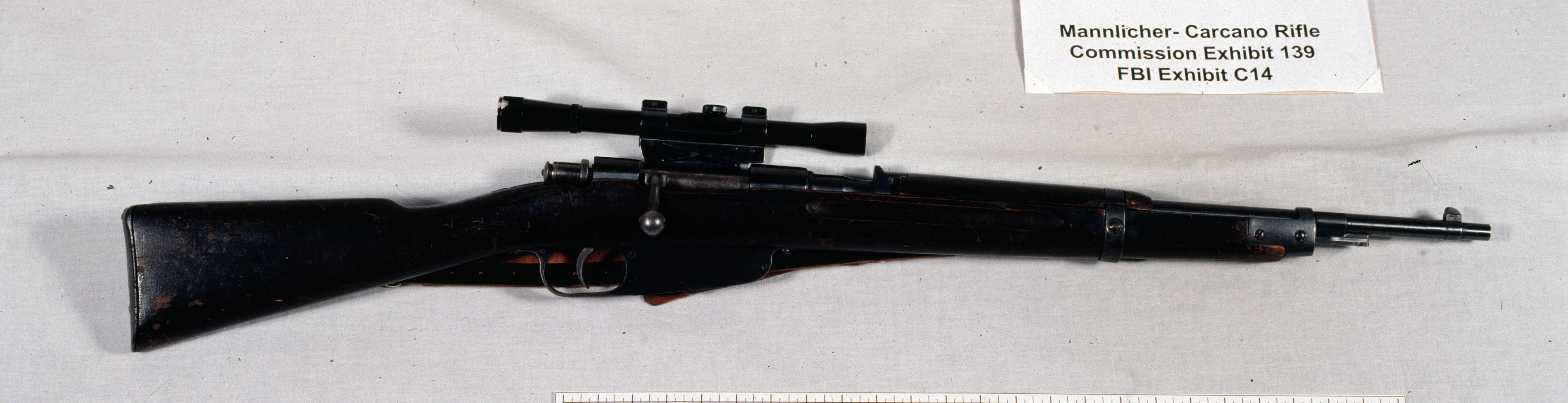
Il fucile utilizzato da Lee Oswald

Poco tempo dopo Oswald comprò per 10 dollari un fucile di precisione residuato bellico, modello Carcano Mod. 91 (costruito nel 1940 in Italia, nella Regia Fabbrica d'Armi di Terni). Se lo fece spedire in una casella postale registrata con il suo pseudonimo, A.J. Hidell, e cominciò a esercitarsi a caricarlo e a scaricarlo in pochi secondi. Più tardi si fece anche fotografare con esso.

#### Soggiorno a New Orleans
Oswald tornò a New Orleans il 24 aprile 1963. Riuscì a farsi assumere da una ditta di caffè a New Orleans, luogo in cui trasferì la sua residenza. Si appassionò alla guerriglia cubana e decise di aprire un ufficio del Fair Play for Cuba Committee, un'organizzazione castrista con sede a New York. Questa organizzazione non ebbe successo, ma ciò non gli impedì successivamente di parlare alla radio come autoproclamato presidente del sedicente gruppo. Anche quest'iniziativa si rivelò l'ennesimo fallimento: nessuno si iscrisse all'organizzazione, nonostante Oswald mandasse rapporti entusiastici sulla propria attività a favore di Fidel Castro agli ignari fondatori del comitato.
A New Orleans conobbe Guy Banister, David Ferrie e Clay Shaw, che dopo l'attentato, saranno oggetto di investigazione come sospettati di far parte di una congiura per l'assassinio di Kennedy.
Licenziato ancora una volta, Oswald cadde in depressione. Nello stesso periodo si interessò degli esuli anti-castristi ed ebbe contatti con il Directorio Revolucionario Estudiantil, ma poco dopo tornò a diffondere volantini comunisti, tanto che, riconosciuto dai cubani rifugiati del DRE, rischiò di essere malmenato da questi per il suo doppio gioco. Oswald venne trattenuto per una notte in prigione per rissa e quindi invitato a una trasmissione radio per spiegare la propria attività. Ma la solitudine presto si impadronì nuovamente di lui: passava le giornate chiuso in casa a giocare con il fucile e fantasticare di rivoluzioni con la moglie.

### L'attentato al generale Walker

Una delle tre fotografie conosciute come "le foto in cortile", dove Oswald è ritratto con il fucile Mannlicher-Carcano in mano, la stessa arma utilizzata per l'assassinio di Kennedy

Il 10 aprile 1963 Oswald effettuò il grande atto rivoluzionario fantasticato: secondo la testimonianza della moglie Marina alla commissione Warren, Lee le raccontò di essersi appostato fuori dalla residenza del generale Edwin Walker e di aver sparato alcuni colpi contro la vetrata, seppellendo il fucile usato, non il Carcano, subito dopo. Il fatto di non essere stato scoperto lo spinse ad alzare il tiro e fu allora che cominciò a pensare a Kennedy, secondo le testimonianze di un conoscente, dato che Kennedy aveva tentato di rovesciare Castro l'anno prima.
Nell'estate del 1963 Oswald si convinse che era di nuovo tempo per un'azione clamorosa e si recò a Città del Messico per farsi rilasciare un visto per Cuba: lo ottenne, mentendo nuovamente e spacciandosi per fotografo. Si recò così all'ambasciata russa in Messico per avere un visto per l'Unione Sovietica, documento che poteva accelerare la sua pratica per Cuba. Ma anche questa volta le sue speranze non trovarono soddisfazione.
Tornò a Dallas il 3 ottobre. Marina si era trasferita dall'amica Ruth Paine e Oswald era ancora una volta senza lavoro. Affittò una camera e si registrò sotto un altro falso nome (O. H. Lee), convinto che gli agenti federali lo seguissero. La signora Paine lo aiutò e, tramite un conoscente, gli fece ottenere un colloquio di lavoro presso il deposito dei libri scolastici di Dallas (Dallas Texas Book Depository). Cominciò a lavorare come magazziniere il 15 ottobre.

### La vicenda Kennedy
Verso la fine di ottobre l'impiegato del Texas Book School Depository Lee Oswald capì che il viaggio del presidente Kennedy a Dallas poteva rappresentare un'occasione irripetibile per compiere un nuovo gesto "rivoluzionario" che avrebbe potuto renderlo famoso. La mattina del 22 novembre 1963 si svegliò, andò in cantina a prendere il suo fucile Carcano e si fece accompagnare al lavoro da un vicino di casa, con il fucile smontato. Tutti i movimenti di Oswald dalle 7:10 alle 13:55 sono stati seguiti e segnalati dai testimoni oculari alla polizia.
Oswald si appartò al sesto piano in mezzo ad alcuni scatoloni spostati di recente davanti alla finestra dalla quale partirono gli spari, secondo la balistica, e montò il fucile. Sugli scatoloni vi erano solo le sue impronte digitali. Mentre il corteo del presidente stava attraversando la città dall'aeroporto di Dallas per recarsi al Trade Mart, un centro di uffici in periferia in cui Kennedy era atteso per un discorso e un banchetto, alle 12:30 in Dealey Plaza si sentirono degli spari registrati dalla Centrale di Polizia di Dallas. Dalle fotografie si vede che un primo colpo a vuoto fece voltare le persone a guardare indietro e ferì leggermente un passante al volto, un secondo colpo ferì Kennedy alle spalle e, da un filmato in 8 mm girato dal sarto Abraham Zapruder, si vede Kennedy sofferente portarsi le mani alla gola e John Connally ferito e sofferente. Il proiettile, entrato nella schiena di Kennedy e uscito dalla trachea, successivamente colpì Connally, in posizione non allineata col presidente, mentre la limousine svoltava ed entrambi guardavano a destra. La pallottola, intatta per aver attraversato solo tessuti molli nel corpo di Kennedy, gli incrinò una costola, gli ruppe il radio e, persa potenza, si fermò nella coscia (successivamente cadde nella barella, danneggiata in parte dall'impatto con le ossa del governatore, ma intera). Dopo cinque secondi, mentre la macchina stava per accelerare, un terzo colpo mortale colpì Kennedy alla testa, facendo volare via una parte della calotta cranica; si è a lungo dibattuto, inoltre, se sia stato sparato un quarto colpo, senza arrivare a un risultato condiviso.

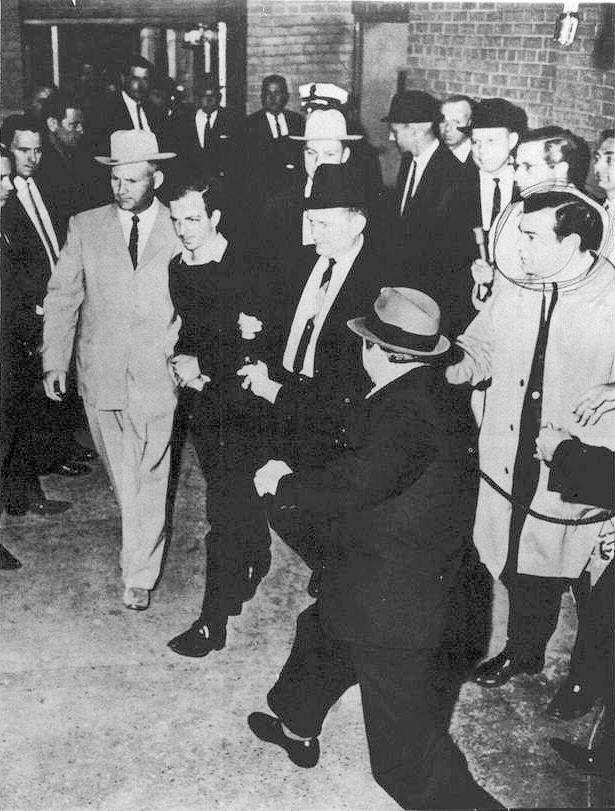
Il momento dell'omicidio di Lee Harvey Oswald per opera di Jack Ruby

Kennedy fu colpito a morte, mentre il governatore del Texas Connally non fu in pericolo di vita, perché il suo sedile era più basso e perché si era buttato giù di fianco al riparo sulle ginocchia della moglie Nellie, mentre Kennedy non poté farlo a causa del busto ortopedico che portava. Dalle oltre 700 fotografie scattate in Dealey Plaza e fatte pervenire successivamente alla polizia, in alcune si vede che le persone in un primo momento si sono buttate a terra e, in un secondo momento, sono corse subito in massa verso la Grassy Knoll, una collinetta erbosa presente nella piazza, per vedere chi avesse sparato. Mentre la limousine si avviava all'ospedale con Kennedy in fin di vita, alcuni poliziotti perlustrarono il deposito di libri. Gli impiegati del quinto piano affermarono di aver sentito tre colpi al piano di sopra. Qualcuno vide fuggire un giovane uomo alto e pallido, simile a Oswald.
Dopo la sparatoria Oswald si fermò a prendere una bibita per non dare nell'occhio e abbandonò il luogo di lavoro senza chiedere un permesso, dopo essere stato brevemente trattenuto dalla polizia, ma identificato subito dal proprio datore di lavoro. Al sesto piano la polizia rinvenne un fucile dove successivamente furono identificate le sue impronte; secondo la versione ufficiale dei fatti, egli, uscito in tutta fretta in maglietta nonostante il clima di novembre, si recò alla pensione dove alloggiava durante la settimana e, presa la sua pistola, cominciò a girovagare per la città senza meta, mentre la polizia setacciava le strade di Dallas alla ricerca dell'attentatore. Poco dopo un poliziotto fermò un uomo che corrispondeva al sospettato, ma questi lo uccise con alcuni colpi di pistola. Notato camminare nei pressi di un cinema in atteggiamento sospetto, Oswald vi entrò senza pagare il biglietto e la cassiera chiamò la polizia. Per questo motivo arrivarono 26 poliziotti, che lo credettero l'assassino del collega, e Oswald, dopo una breve colluttazione, fu arrestato e portato alla centrale di polizia.
Mentre veniva riconosciuto da alcuni testimoni come l'assassino del poliziotto J. D. Tippit (avvenuto tra le 13:11 e la 13:14, ovvero tra 41 e 44 minuti dopo l'assassinio di Kennedy), si venne a sapere del suo impiego al deposito sito nella piazza in cui era avvenuto l'omicidio del presidente. Il fucile trovato nell'edificio, vicino alla finestra, risultò essere il suo, mentre in tasca gli trovarono la pistola carica, con la quale la polizia ritenne potesse avere ucciso l'agente di polizia Tippit: i proiettili erano gli stessi. Venne sottoposto al test dei nitrati, positivo per la mano, ma non per la guancia, fatto che non si verifica comunque sempre: la sua mano aveva certamente sparato. L'efficiente polizia di Dallas raccolse molte prove contro Oswald, ma il conflitto di competenze con l'FBI non aiutò a ottenere una confessione. Un agente (Jim Leavelle, detective della squadra omicidi del Dallas Police Department), temendo che potessero sparare a Oswald, fece una battuta, dicendogli che un presunto attentatore doveva essere bravo almeno quanto lui (in riferimento a Kennedy) e Oswald non negò in maniera esplicita, limitandosi a sorridere e a dire che nessuno gli avrebbe sparato.
Oswald continuò ufficialmente a negare tutto, dopo che le indagini passarono all'FBI, che Oswald accusava di aver importunato sua moglie (l'FBI lo teneva d'occhio come possibile sospetto agente comunista); venne ripetutamente fotografato mentre sorrideva alla folla e faceva il saluto a pugno alzato e, avvicinato da un giornalista durante un'improvvisata conferenza stampa nella quale aveva richiesto assistenza legale, sostenne di essere un capro espiatorio, ma non ebbe il tempo di dimostrarlo in un regolare processo: domenica 24 novembre, mentre veniva trasferito dalla Centrale della polizia di Dallas alla prigione della contea, venne ucciso da Jack Ruby, un gestore di un night club apparentemente affetto da turbe psichiche e grande estimatore di JFK, ma, secondo alcuni, collegato a potenti mafiosi e indagato per cospirazione dalla Commissione d'inchiesta presieduta da Earl Warren. Ruby affermò di voler diventare un eroe per aver vendicato il presidente e aver risparmiato a Jacqueline di testimoniare al processo. Egli era già noto come un mitomane che amava intromettersi nelle indagini della polizia ed era conosciuto da molti agenti di Dallas.
Lee Harvey Oswald fu sepolto al Shannon Rose Hill Memorial Park di Fort Worth, Dallas.

### Conclusioni, ipotesi alternative e confutazioni
Qui di seguito sono riportate alcune ipotesi sulla presunta estraneità di Oswald, mai verificate e considerate solamente teorie del complotto. Si riportano anche le relative confutazioni a tali teorie effettuate nel corso degli anni.

#### Jim Garrison e l'accusa a Clay Shaw
Le conclusioni della commissione investigativa federale, istituita dal presidente Johnson, contenute nel rapporto della commissione Warren, sono state lungamente e fortemente contestate dall'allora Procuratore distrettuale di New Orleans, Jim Garrison, durante un processo che incriminava l'imprenditore Clay Shaw per l'omicidio del presidente Kennedy. Nei decenni che hanno seguito la tragedia sono state fatte molte ipotesi sull'omicidio di Kennedy; a causa della pressione di vari movimenti statunitensi, il presidente Gerald Ford istituì la HSCA (United States House Select Committee on Assassinations o Commissione scelta della Camera dei deputati sui casi di assassinio), che reinterpretò i dati raccolti in chiave cospirativa, a causa di varie incongruenze del Rapporto Warren come la presunta impossibilità per Oswald di sparare tre colpi in otto secondi con un fucile definito da quattro soldi, o di colpire con un solo proiettile sia Kennedy sia Connally, il rinvenimento del fucile Carcano senza alcuna impronta e il rilevamento dell'impronta di Oswald sul fucile dopo quattro giorni, lo studio delle traiettorie dei colpi delle ferite di Kennedy e Connally comprese fra 15° e 25°, che non sono compatibili con gli angoli d'incidenza dei colpi dal 6º piano, compresi fra 55° e 65°, l'impossibilità per Oswald di essere al 6º piano alle ore 12:30, essendo stato visto dal poliziotto Baker al 2º piano alle ore 12:32, il confronto dei bossoli trovati sull'auto di Tippit, che sarebbero completamente diversi da quelli del revolver di Oswald.

#### Test sul fucile di Oswald e su modelli analoghi
Un test di tiro condotto dall'agenzia Ansa nella Regia fabbrica d'Armi di Terni dove fu prodotto il fucile Carcano, su autorizzazione concessa dal Comando Logistico dell'Esercito Italiano, ha stabilito la velocità massima di tiro del fucile 91/38 in 5 secondi per colpo. Durante il test, il tiratore (sotto la supervisione di ufficiali dell'Esercito) ha impiegato 19 secondi per mettere a segno 3 colpi, tempo di gran lunga superiore a quello che avrebbe impiegato Oswald secondo la commissione Warren. Altri studi sulla vicenda sostengono l'improbabilità che sia stato usato quel fucile per compiere l'attentato, proprio per via della sua supposta scarsa precisione: l'ottica di precisione era montata sul fucile in modo artigianale e non fu calibrata in poligono di tiro. Infine con quell'ottica montata ricaricare il fucile, tenendolo appoggiato alla guancia, mirare e sparare due colpi in due secondi non sarebbe possibile.
Entrambe le affermazioni sono tuttavia smentite dall'opinione dell'attore Diego Verdegiglio, che nel suo libro tra le altre cose nota:
- La pallottola 6,5 del Càrcano è più pesante dal 30 al 50 per cento rispetto ai proiettili dello stesso diametro e viaggia alla stessa velocità (circa 680 m/s) del fucile d'assalto sovietico AK-47.
- Due istruttori al tiro del Corpo dei Marines che hanno provato l'arma di Oswald, il maggiore Eugene D. Anderson e il sergente maggiore James A. Zahm, hanno dichiarato alla commissione Warren che con quel fucile, dotato di telescopio, i colpi sparati a Dallas non erano particolarmente difficili. Analoghe opinioni, dopo un test in poligono, hanno espresso i periti balistici, Robert A. Frazier dell'FBI e Ronald Simmons del Laboratorio di Ricerche per le Armi di Fanteria dell'Esercito americano.
- Tre maestri tiratori dell'Associazione Nazionale Tiro degli USA hanno sparato ciascuno due serie di tre colpi su bersagli fissi posti a 53, 73 e 81 metri. Tranne in due casi, tutti sono stati in grado di esplodere i tre colpi, raggiungendo almeno due volte le sagome in sette secondi al massimo.[senza fonte] Solo due dei sei tentativi complessivi, dunque, corrispondono a quanto attribuito a Lee Oswald.

#### Oswald e i sicari mafiosi
Inoltre vi è la confessione del sicario mafioso James Files che si autoaccusò del delitto, affermando una cospirazione in cui vi erano lui, Charles Nicoletti, Johnny Roselli, Jack Ruby e lo stesso Oswald; Files disse che avrebbe commesso materialmente il delitto con il complice Nicoletti: testimonianza invalidata perché risulta dai tabulati telefonici che Files era a Chicago il 22 novembre 1963 e non a Dallas. In questa teoria del complotto Oswald a volte viene scagionato, a volte invece coinvolto come fiancheggiatore o come tiratore di supporto. Il mandante viene individuato nel boss mafioso di Chicago Sam Giancana. Un'altra versione accusa altri killer al servizio dello stesso Giancana (Roselli e Bill Bonanno).
La motivazione addotta sarebbe una ritorsione contro le politiche antimafia di Robert Kennedy, il Ministro della giustizia ("Procuratore generale") nel governo del fratello John, considerate un tradimento dopo che il padre Joseph P. Kennedy si era assicurato i voti della mafia italoamericana, grazie all'amicizia dei Kennedy con il cantante Frank Sinatra e il boss. Il complotto avrebbe avuto anche l'appoggio della CIA. Oswald sarebbe stato coinvolto in quanto squilibrato e fanatico castrista, per essere usato come capro espiatorio, e messo poi a tacere da Ruby. Questa teoria è screditata dalla mancanza di credibilità dello stesso Files, accertata dall'FBI. L'ex mafioso avrebbe raccontato la storia inventata per avere uno sconto di pena, essendo stato condannato a 30 anni per vari reati, compresa la sua collusione con la criminalità organizzata e il tentato omicidio di un agente federale.

#### La "pallottola magica"
La cosiddetta "pallottola magica" dalla traiettoria impossibile e che ferì Kennedy e il governatore Connally sarebbe in realtà compatibile con la posizione dell'auto presidenziale che stava svoltando. L'aggettivo "magica", in senso figurato, sarebbe comunque non appropriato.

#### Il filmato di Oswald al deposito
In un filmato amatoriale, girato da Robert Hughes, si vede un'ombra alla finestra del deposito dove le perizie balistiche hanno affermato essere partiti i colpi e dove vennero ritrovati il fucile e le impronte di Oswald: molti obiettano che non si tratta di una prova, ma a un'analisi computerizzata, la sagoma assomiglia molto a quella di Oswald: si intravede infatti un uomo, apparentemente caucasico e vestito di bianco, stare alla finestra pochi secondi prima del primo colpo.

#### Conclusioni
La conclusione generale dell'inchiesta Warren fu che Oswald avesse ucciso Kennedy da solo. La controinchiesta dell'HSCA ammise invece la possibilità di più partecipanti al delitto, e cioè che ci fu un complotto che organizzò un colpo di Stato, come riportato in Farewell America. Secondo quanto scritto nel Rapporto della Commissione Warren, la vita di Oswald non fu mai all'altezza delle aspettative, e quindi uccise Kennedy per compiere un gesto importante, che lo avrebbe reso famoso e avrebbe riscattato la sua vita. Questa versione è contraddetta dai verbali d'interrogatorio di Oswald al Dipartimento di Polizia. Oswald durante l'interrogatorio col capitano Fritz, non si è mai vantato di avere ammazzato Kennedy, dicendo: "Io non sono un insoddisfatto, niente mi ha irritato del presidente". Il capitano Fritz gli chiese se avesse sparato al Presidente e Oswald disse semplicemente che non aveva sparato al presidente Kennedy. Oswald fu ritenuto colpevole dalla Commissione Warren senza aver mai avuto alcuno che prendesse la sua difesa e senza aver mai avuto alcun regolare processo.
Secondo la Warren Jack Ruby uccise Oswald per una svista della polizia, fino ad allora molto attenta, con l'obiettivo di venire celebrato come eroe e giustiziere dell'assassino del presidente (la polizia di Dallas ricevette in effetti molte telefonate di minaccia a Oswald, da parte di persone che volevano una giustizia sommaria per vendicare Kennedy). Un poliziotto che gli stava vicino, poco prima gli aveva detto: «Lee, se ti sparano, spero abbiano una buona mira». E lui di rimando: «Tranquillo, non mi sparerà nessuno».

## Oswald nella cultura di massa
- Il personaggio di Lee Harvey Oswald appare nel musical Assassins di Stephen Sondheim.
- Viene citato nei film Io e Annie, Manhattan, Full Metal Jacket, Zoolander, I soliti sospetti, Salt, e nelle serie TV Prison Break, House of Cards - Gli intrighi del potere, I Simpson (dove appare in versione animata), CSI - Scena del crimine,  The Umbrella Academy. Viene citato anche, quale appartenente al Corpo dei Marine (United States Marine Corps), dal sergente maggiore Hartmann, personaggio del film Full Metal Jacket (1987) di Stanley Kubrick, che, arringando le reclute durante la loro formazione, ricorda loro con enfasi, citando anche Charles Whitman, "cosa può fare un Marine motivato con l'aiuto del suo fucile".
- In un episodio della quinta stagione della serie TV Walker Texas Ranger viene citato un uomo che ha ucciso Kennedy e che nel finale della puntata viene ucciso da un suo complice.
- Ha un ruolo molto importante, benché passivo, nel romanzo di Stephen King intitolato 22/11/'63 e nella miniserie 22.11.63 tratta dal romanzo stesso.
- È il capro espiatorio del complotto indetto dalla mafia ai danni dei Kennedy in Sei pezzi da mille di James Ellroy.
- Appare nel manga Billy Bat di Naoki Urasawa alla fine del capitolo 28. È un personaggio centrale della prima parte del manga, dove viene mostrato come personaggio manipolato e usato come capro espiatorio per l'assassinio di John Fitzgerald Kennedy.
- È stato protagonista di un episodio in due parti nella quinta stagione della serie In viaggio nel tempo: Lee Harvey Oswald, Part I 05/10/1957 e Lee Harvey Oswald, Part II 22/11/1963.
- È il protagonista del romanzo Libra di Don DeLillo.
- È il protagonista del videoclip della canzone The Story To Tell Our Child della band italiana About Wayne.[28]

### Film sulla vita
La vita di Lee Harvey Oswald, ha ispirato film e serie televisive. Di seguito elencati i titoli più importanti e i nomi degli attori che gli hanno prestato il volto:
- 1964, The Trial of Lee Harvey Oswald - ruolo interpretato da Charles Mazyrack
- 1973, Azione esecutiva - lo stesso Oswald compare in spezzoni documentaristici
- 1991, JFK - Un caso ancora aperto - ruolo interpretato da Gary Oldman
- 1992, Ruby: Il terzo uomo a Dallas - ruolo interpretato da Willie Garson
- 1993, Mio marito è innocente (film TV) - ruolo interpretato da Frank Whaley
- 1996, X-Files (serie TV) - ruolo interpretato da Morgan Weisser
- 2013, Killing Kennedy - ruolo interpretato da Will Rothhaar
- 2013, Parkland - ruolo interpretato da Jeremy Strong
- 2016, 22.11.63 (serie TV) - ruolo interpretato da Daniel Webber